# Лытин, Дмитрий Константинович
Дми́трий Константи́нович Лытин (8 ноября 1920 — 11 ноября 1954) — участник Великой Отечественной войны, Герой Советского Союза, гвардии старшина в отставке.

## Биография
Родился в 1920 году в деревне Малые Жаберичи ныне Крупского района Минской области БССР в крестьянской семье. 
С января 1942 года — в действующей армии, воевал на Брянском, Воронежском, 2-м Украинском фронтах. Служил связистом, наводчиком противотанкового ружья, разведчиком. В мае 1944 года стал командиром отделения разведроты 1-й гвардейской воздушно-десантной дивизии.

## Подвиг
В ночь на 5 ноября 1944 года форсировал с отделением Тису, захватил плацдарм и отразил до 15 контратак противника, расширяя плацдарм, с группой бойцов уничтожил артиллерийскую батарею.
За проявленное мужество Указом Президиума Верховного Совета СССР от 24 марта 1945 года Лытину присвоено звание Героя Советского Союза.

## После войны
В 1950 году демобилизовался, работал физруком и военруком в школе села Никольск Иркутского района Иркутской области.
Скончался 11 ноября 1954 года в Иркутске. Похоронен в Иркутске на Лисихинском кладбище.

## Награды и звания
- Медаль «Золотая Звезда»;
- орден Ленина;
- орден Отечественной войны I степени;
- орден Красной Звезды;
- орден Славы III степени;
- медали.